# Макаренко, Никита Анатольевич
Никита Анатольевич Макаренко (родился 8 января 1988 года, Ташкент, Узбекская ССР, СССР) — узбекский журналист, блогер, телеведущий, продюсер, драматург, музыкант, преподаватель и общественный деятель. Колумнист издания Газета.uz с 2017 по 2020 год. Автор и ведущий программы «Новый Репортаж» телеканала Uzreport TV. Автор блога «Эффект Макаренко». Музыкальный продюсер в театре «Ильхом». Продюсер в креативной команде Uzbekistan’s Club. Исполнительный продюсер американской телевизионной компании Next Field International.

## Биография
Родился 8 января 1988 года в Ташкенте. Учился на факультете журналистики Национального университета Узбекистана, был отчислен, затем закончил его.

### Карьера в медиа
Начал свою карьеру ведущим новостных выпусков радиостанции Oriat FM. С 2008 по 2011 год вёл утреннее шоу в национальном масштабе на радиостанции «Эхо Долины». С 2017 по май 2020 года — штатный колумнист и корреспондент Газета.uz, самого посещаемого русскоязычного онлайн-издания Узбекистана (по данным национальной поисковой системы .UZ). В 2018 году французская газета La Croix назвала Никиту Макаренко «журналистом, неожиданно свободно комментирующим происходящие изменения». В 2019 году назван «самым популярным узбекским русскоязычным журналистом и блогером» в публикации Университета Джорджа Вашингтона (США).
Публикует критические колонки, статьи и расследования на темы политики, общества, экологии, туризма, урбанизма. Расследование «Ташкент торчит!», посвящённое препаратам «тропикамид», «регапен» и «залеплон» в 2019 году привело к широкому резонансу и последующему ограничению их оборота в Узбекистане. За публикацию «Манавият погубит Ташкент» в августе 2018 года подвергся массовой травле со стороны государственных СМИ, был назван «врагом народа» в прямом эфире телеканала «Узбекистан».
Является автором проекта «Невидимые Герои» (вместе с узбекским фотографом Эльёром Нематовым). В 2018 году стал первым журналистом, легально посетившим секретный город Аральск-7 на Острове Возрождения. С 2018 года публикуется на английском языке в американском онлайн-издании OZY. В феврале 2020 года взял интервью у послов Великобритании, Германии и США в рамках проекта «Uzbek Review». С марта 2020 года — автор, режиссёр и ведущий программы «Новый репортаж» на общенациональном телеканале Uzreport TV. Программа выходит на русском и узбекском языках.

### Лекции и преподавание
В 2017 получил престижную стипендию CEC Artslink Fellowship, в рамках которой выступил с лекциями в Оберлинском колледже (США) и Колумбийском Университете (США). В 2018 году выступил спикером в TEDx. Преподавал собственный курс по теории и практике борьбы с пропагандой для студентов Оберлинского колледжа (США) в 2019 году. В 2021 году работал профессором Университета Webster в Ташкенте. Стипендиат программы Френсиса Фукуямы в Стенфордском Университете (США) в 2021 году. Первый в истории Узбекистана стипендиат программы McCain Global Leaders Института Маккейна.

### Музыка
Занимается сочинением и исполнением музыки. По образованию — баянист, позже освоил гитару. С 2005 по 2010 год был участником ансамбля современной музыки «Omnibus». В 2008 году поступил на службу в театр «Ильхом». Работал в спектаклях «Орестея», «Подражания Корану», «Квартал Тортилья-Флэт», «Полёты Машраба», «Love, Death and Rock’n’Roll», «Аэропорт», «Собачье Сердце». Автор музыки к спектаклю «Дядюшкин Сон» (2013). В 2002 году основал рок-группу «Слёзы Солнца», просуществовавшую до 2013 года. В 2009 году группа удостоилась премии IOSIS Awards «За лучшую песню года». В 2010 году «Слёзы Солнца» написали музыку к фильму «Эдип» известного режиссёра Овлякули Ходжакули, и представили фильм с живым исполнением в Ташкенте и Бишкеке. В 2011 году «Слёзы Солнца» стали первой группой из Узбекистана, выступившей с концертами в Афганистане, в 2013 группа вновь вернулась туда. Группа появилась в документальном фильме «Rockabul» режиссёра Тревиса Берда, премьера которого состоялась в 2019 году на Роттердамском кинофестивале. Вклад группы в развитие узбекской поп-музыки отмечен в книге «Music of Central Asia» Теодора Левина.
В марте 2020 года вместе с узбекистанским музыкантом и поэтом Ашотом Даниеляном основал группу ЭЛЕКТРООКО. 1 октября 2020 года группы выпустила свой первый альбом «Тревожный Звонок», на один из синглов которого Никита Макаренко снял антиутопический клип «1984», выступив сценаристом, режиссёром и продюсером. В 2021 году снял для ЭЛЕКТРООКО амбициозное музыкальное видео «Завтра» о возвращении Аральского моря с народным артистом Узбекистана и Каракалпакстана Женисбеком Пиязовым и заслуженным артистом Узбекистана Сейдуллой Молдахановым.
Является основателем групп «United Taklif Band» (совместно с немецким композитором Морицем Гагерном) и «Правда Востока» (совместно с Максимом Соболевским). С 2012 года руководит музыкальным фестивалем Ilkhom Rock Fest в театре «Ильхом». За это время на фестивале выступило несколько десятков групп, включая таких звёзд мировой сцены как Джосс Стоун. В апреле 2022 года придумал и организовал в Ташкенте совместно с Ашотом Даниеляном фестиваль городской культуры «Инжир».

### Театр
В 2016 году начал заниматься драматургией, поучаствовав в написании пьесы «Аэропорт» для театра «Ильхом». В 2020 году режиссёр Артём Ким на сцене театра «Ильхом» поставил пьесу Никиты Макаренко «Завтра». В этой же постановке автор дебютировал на сцене в качестве актёра.

### Телевидение и кино
Занимается производством телепрограмм и документального кино. В 2012 году организовал и провёл Центральноазиатский Фестиваль Независимого Кино (CAFIF). В 2012 году получил гран-при питчинга фестиваля «Артдокфест» за проект фильма «Мугат» (режиссёр Александр Барковский), в следующем году принимал участие с этим проектом в питчинге Краковского кинофестиваля. Организовывал съемки реалити-шоу «Race Across The World» телеканалов BBC Two (Великобритания) и TV2 (Дания) в Узбекистане. В 2020 году «Race Across The World» получило премию Британской академии кино и телевизионных искусств BAFTA за лучшее реалити-шоу. В 2021 году стал продюсером креативной группы Uzbekistan’s Club. В ее составе организовал в мае 2021 года фестиваль «Движения Пяти Инициатив», а в декабре 2021 года — Ташкентский Молодежный Форум. В данное время группа работает над производством серии фильмов «Узбекистанец». C 2025 года работает исполнительным продюсером американской телевизионной компании Next Field International. В этой роли работал над съемками в Узбекистане популярного американского шоу The Amazing Race.

### Участие в интеллектуальных играх
С 2008 года Никита Макаренко участвует в соревнованиях по спортивной версии игры «Что? Где? Когда?» в составе команды «7 Hz», некоторое время был её капитаном. В 2009 году данная команда победила в чемпионате Узбекистана по ЧГК. В марте 2021 года назначен PR-директором русскоязычной лиги клуба интеллектуальных игр «Заковат».

### Общественная деятельность
Входит в различные общественные объединения, в том числе (до мая 2021 года) в Общественный Совет Агентства по борьбе с коррупцией Узбекистана и Общественный Совет Национального Фонда поддержки масс-медиа.

## Награды и номинации
В 2018 году Никите стало известно о выборе его жюри как победителя премии «Лучший журналист года», было выслано приглашение в качестве победителя, но прямо перед церемонией награждения решение жюри было отменено, что вызвало большой резонанс в обществе. В 2019 году был включён движением «Юксалиш» в символический Топ-30 общественных активистов Узбекистана. 
7 декабря 2020 года был награждён нагрудным знаком «Отличник правовой пропаганды» Министерства Юстиции Узбекистана. 
29 июля 2021 года был награждён нагрудным знаком «Дружба Народов» Кабинета Министров Республики Узбекистан.
27 сентября 2021 года был награждён нагрудным знаком «За самоотверженное продвижение туризма» Министерства туризма и спорта Республики Узбекистан.
В 2025 году награждён медалью «Шухрат».